# Ichthyophis mindanaoensis
Ichthyophis mindanaoensis is een wormsalamander uit de familie Ichthyophiidae. De soort werd voor het eerst wetenschappelijk beschreven door Edward Harrison Taylor in 1960.
Deze wormsalamander komt voor in bergachtige streken op Mindanao (Filipijnen). Het holotype is afkomstig van Mount Apo.